# Integrált rácsszerkezet

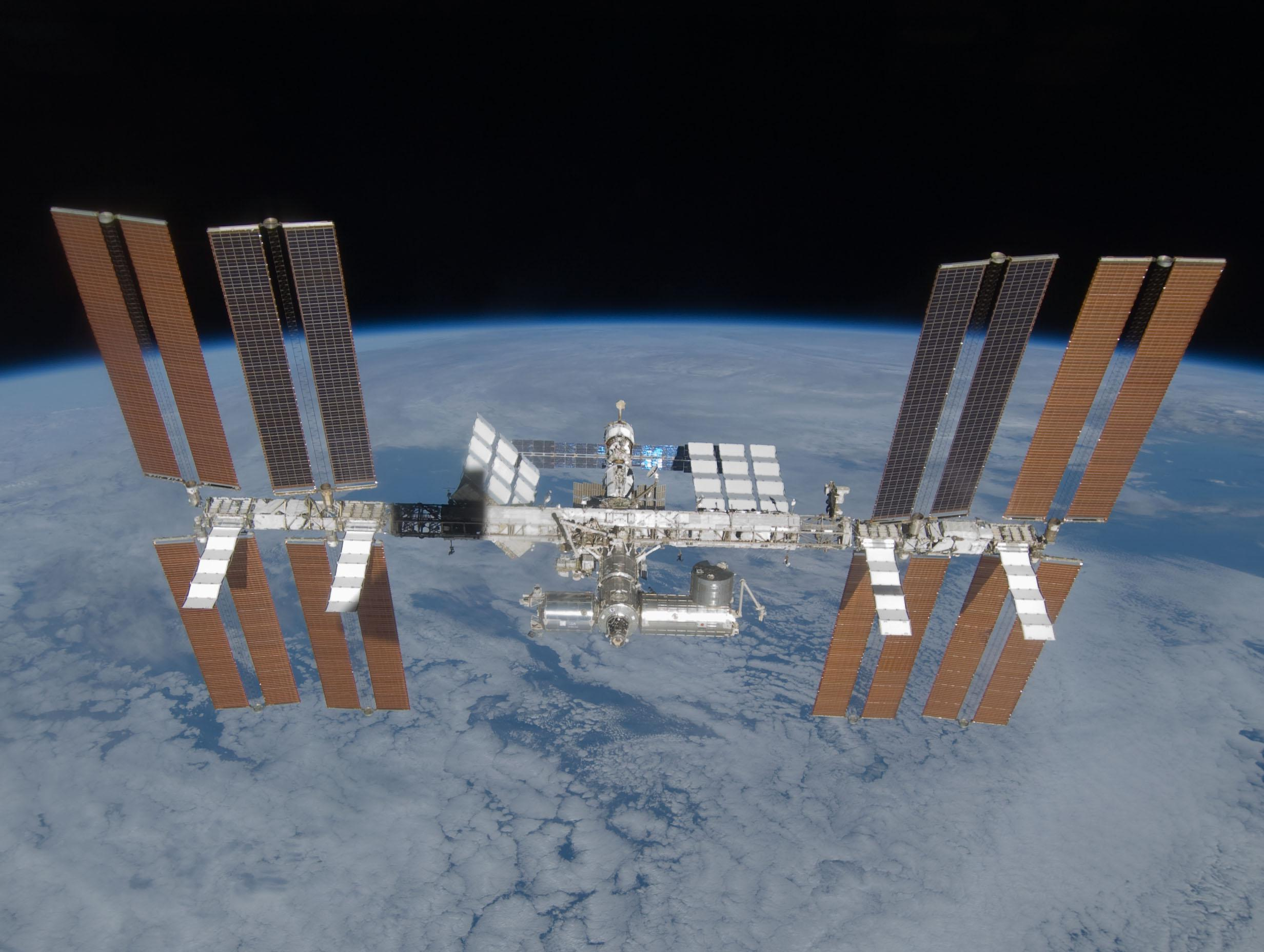
A kész rácsszerkezet az STS–119 küldetés után

Az integrált rácsszerkezet a Nemzetközi Űrállomás fő tartószerkezete, ami az amerikai részegység napelemeit, radiátorait és egyéb összetevőit hordozza.
A szerkezet az amerikai Freedom űrállomás programból került a Nemzetközi Űrállomás programba. A Freedom-program eredeti tervei szerint a rácsszerkezetet teljesen az űrben szerelték volna össze az űrhajósok. 1991-ben döntött a NASA az előre gyártott rácselemek feljuttatása mellett, amiket az űrben már csak össze kell csatlakoztatni. A rácselemek méretét és tömegét a Space Shuttle teherbírása és rakterének befogadóképessége szabta meg.

## A rácsszerkezet elemei

### Z1 rácselem

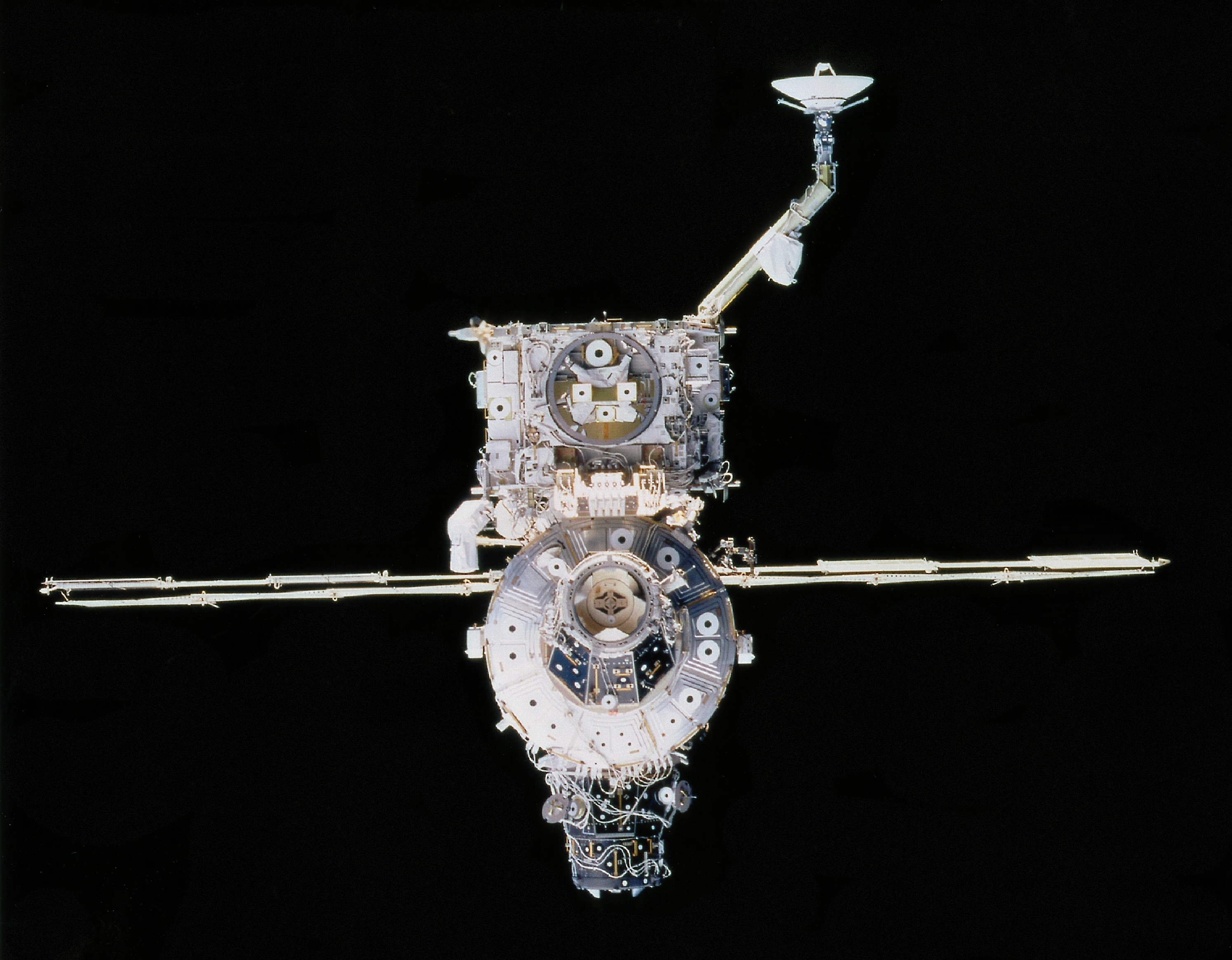
Felül a Z1 rácselem, alul a Unity modul 2000 októberében

Az űrállomás első rácselemét 2000 októberében az STS–92 küldetésen kapcsolták a Unity modul felső (azaz zenitirányú) csatlakozójára; erre utal a Z1 jelölés. Az egységen helyezték el az űrállomás 4 db iránybeállító giroszkópját és a nagysebességű adatátvitelt biztosító Ku sávú forgatható parabolaantennát, ami a geostacionárius pályán keringő TDRS műholdakkal biztosít összeköttetést, továbbá egy ideiglenes csatlakozót a PMA dokkolókabinoknak. A Z1 tetejére kapcsolták ideiglenesen a P6 rácselemet 2000 novemberében az STS–97 küldetésen. A P6 2007 októberében megtörtént átmozgatásáig az amerikai részegység elektromos és hőszabályozó rendszerének átvezető eleme volt. További érdekesség, hogy itt helyeztek el két plazmaelőállító berendezést, ami szükség esetén xenon plazmafelhő előállításával előzi meg az űrállomás veszélyes mértékű elektrosztatikus feltöltődését.

### S0 rácselem

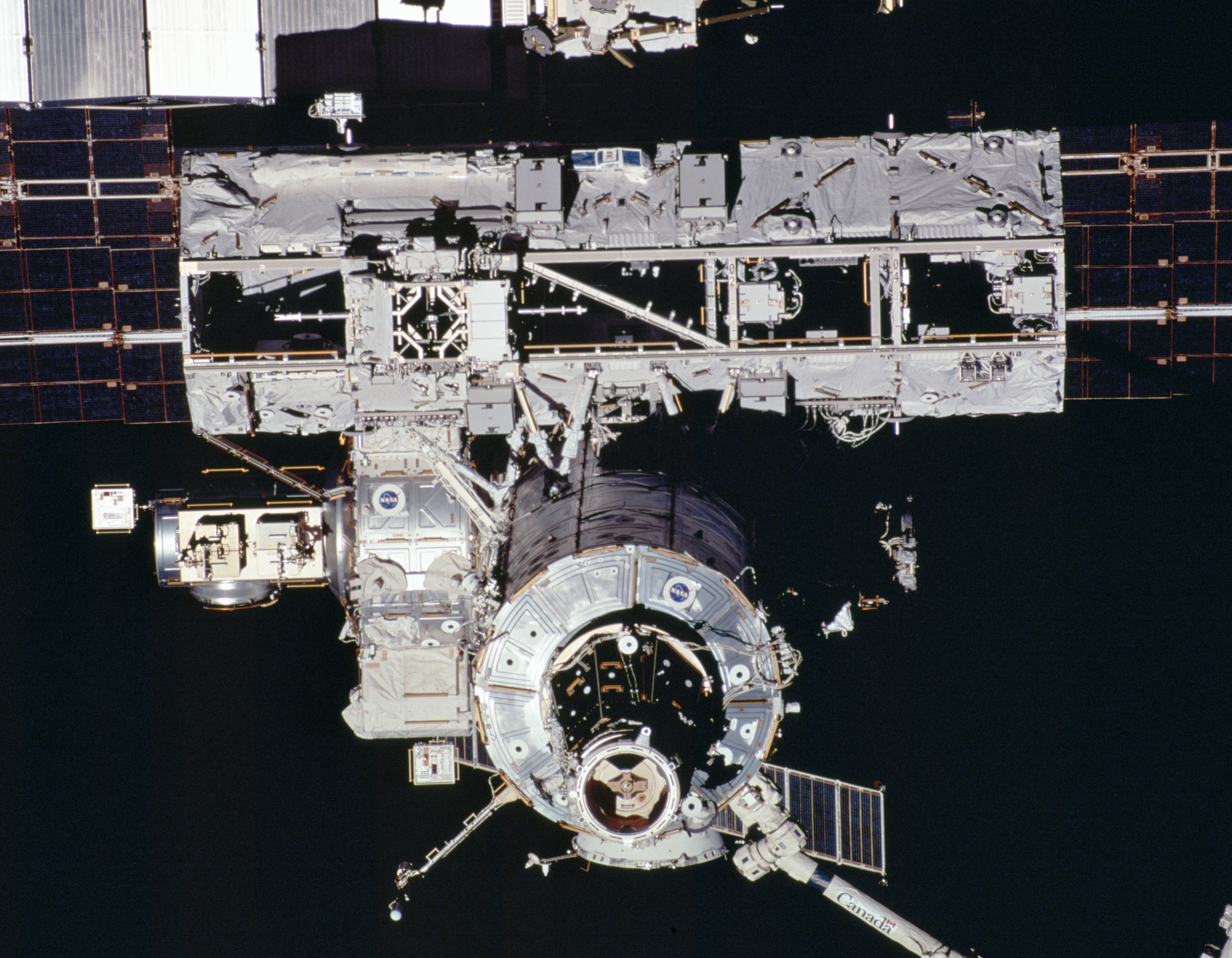
Az S0 rácselem a Mobile Transporter szállítójárművel 2002 áprilisában

Az S0 rácselem a rácsszerkezet központi eleme. Az egységet 2002 áprilisában az STS–110 küldetésen kapcsolták a Destiny modulhoz. Az S0 az amerikai részegység elektromos és hőszabályozó rendszerének központi átvezető elemeként szolgál. Az egység mechanikusan négy ponton kapcsolódik a Destinyhez. A rácselemen szállították az űrállomásra a Mobile Transporter (MT) egységet, ami a Földtől legtávolabb működő vasúti jármű. Az elektromos meghajtású sínautó feladata az űrállomás robotkarrendszerének és cserealkatrészeinek szállítása a rácsszerkezeten hosszában futó sínpáron. Az MT sebessége kb. 2 centiméter másodpercenként.

### P1 és S1 rácselemek

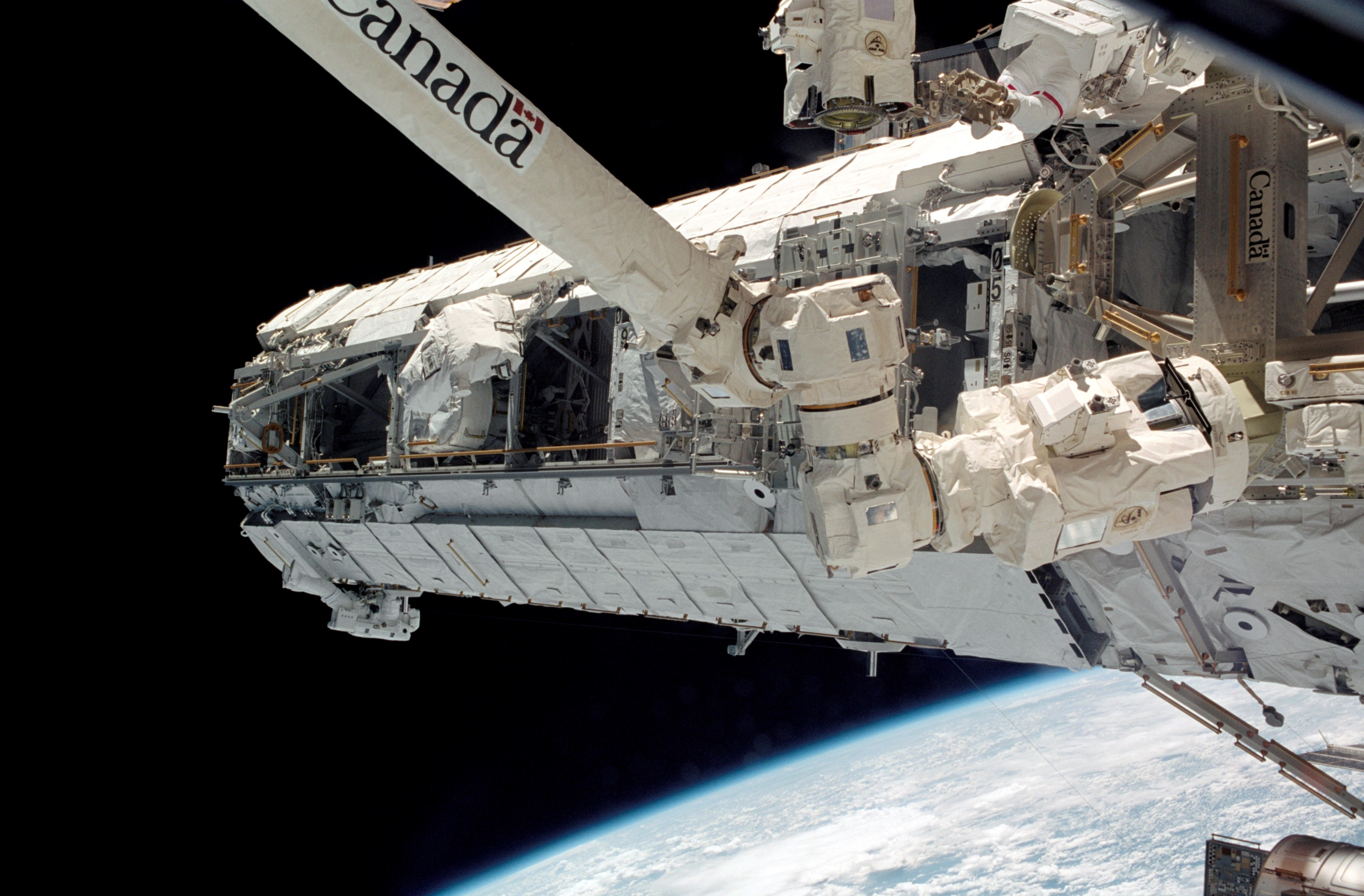
Az S1 rácselem az űrállomáshoz kapcsolás után 2002 októberében

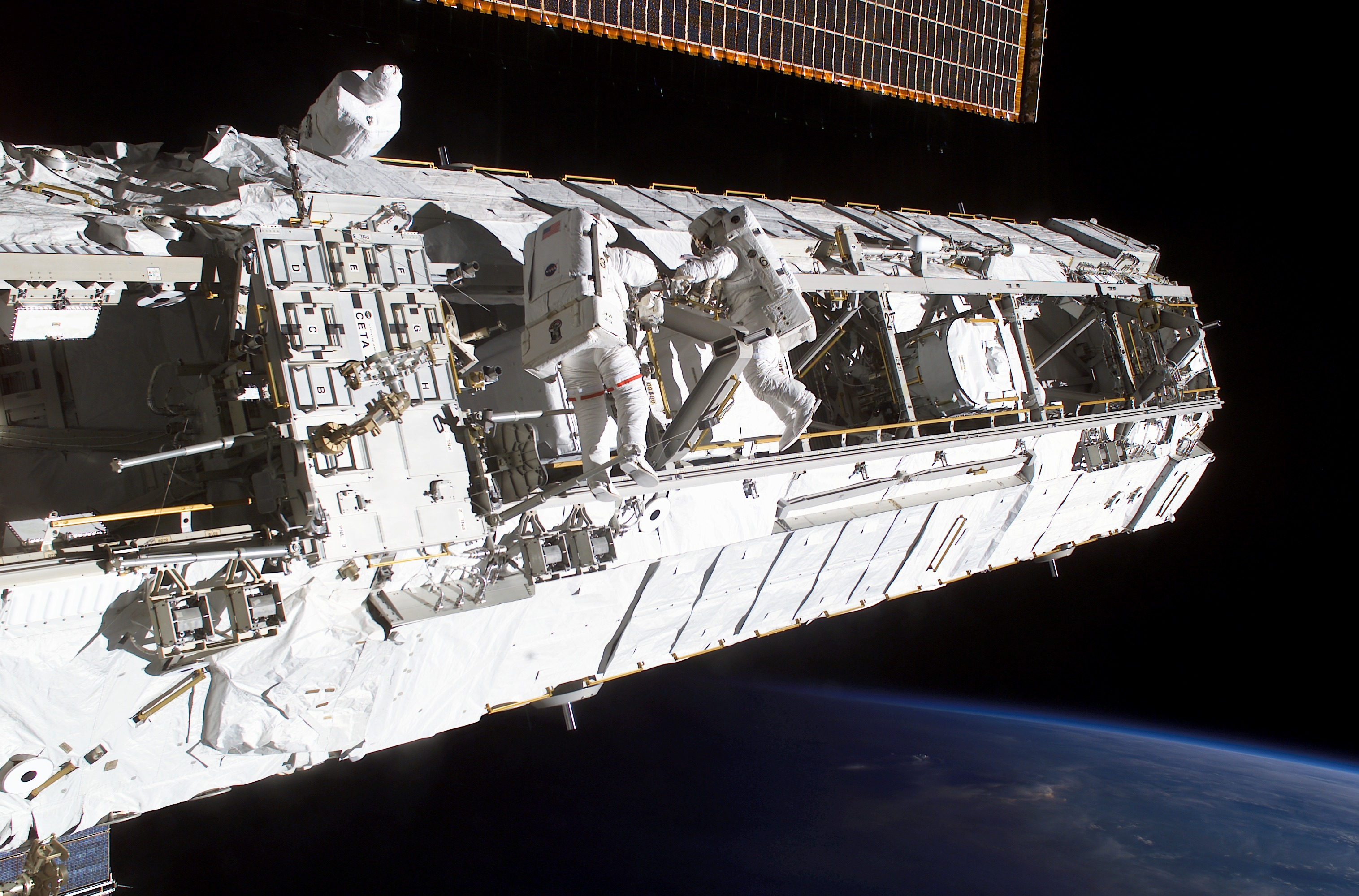
Az P1 rácselem az űrállomáshoz kapcsolás után 2002 novemberében

A hajózásból örökölt módon űrállomás leggyakoribb menetirány szerinti bal oldalát portnak, jobb oldalát starboardnak nevezik, innen ered az S és P megjelölés a rácselemeknél.
A P1 és S1 elemeket az S0 elem két oldalára szerelték fel. Az S1 elemet 2002 októberében az STS–112 küldetésen, a P1-et 2002 novemberében az STS–113 küldetésen csatlakoztatták az S0 egység két oldalára.
Fő feladatuk az űrállomás amerikai részegységének hőszabályozásához használt radiátorok hordozása. Mindkét rácselemen három radiátor van egy forgatóegységre szerelve, mindkét egység 290 kg tiszta, folyékony ammóniát keringet a radiátorok és a hőcserélők között. A radiátorokat mindig úgy fordítják el, hogy minél kisebb szögben érje őket a napsugárzás. Mindkét rácselemen végigfut a hosszanti sínpár, amin az MT egység tud közlekedni, továbbá egy-egy kis állvány, amire az űrsétákat segítő reflektorok és egy-egy kamera van felszerelve. Mindkét elem hordozott egy önálló kisebb sínautót (CETA = Crew and Equipment Translation Aid), amely az űrállomás cserélhető külső részegységeit (ORU = Orbital Replacement Unit) és egyéb felszerelést mozgathat a robotkar elemeit szállító MT egységtől függetlenül, vagy azzal összekapcsolva.

### P2 és S2 rácselemek
A Freedom űrállomáson ezek a rácselemek hordozták volna a helyzetstabilizáló és a pályaemelő hajtóműegységeket. Miután a Nemzetközi Űrállomáson az űrállomás orosz részegysége látja el ezt a feladatot, ezért ezeket az elemeket törölték. A teljes rácsszerkezet hossza így 120 méterről 108 méterre csökkent.

### P3/P4 és S3/S4 rácsszerelvények

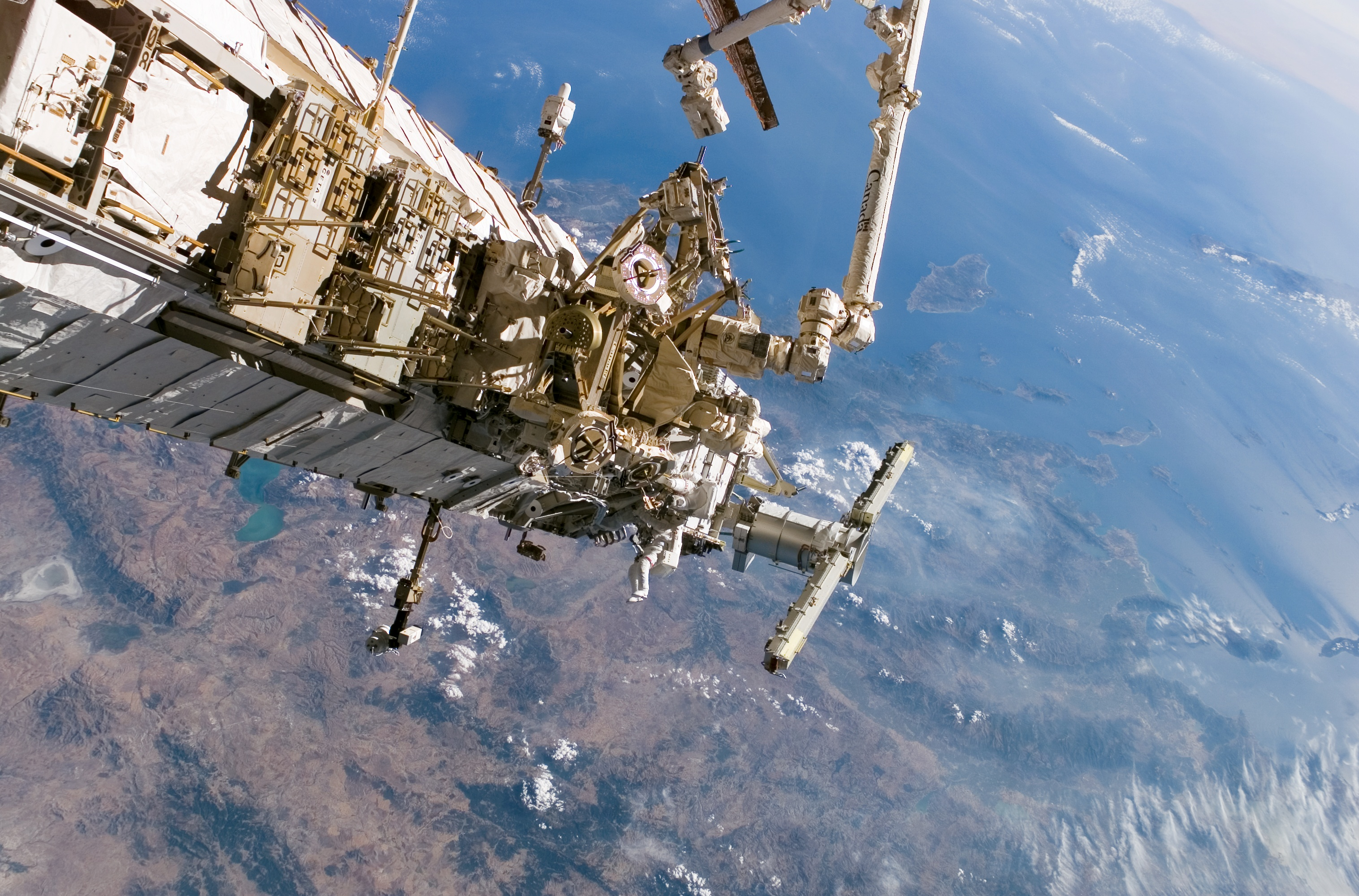
A P3/P4 rácsszerelvény felszerelése 2006 szeptemberében

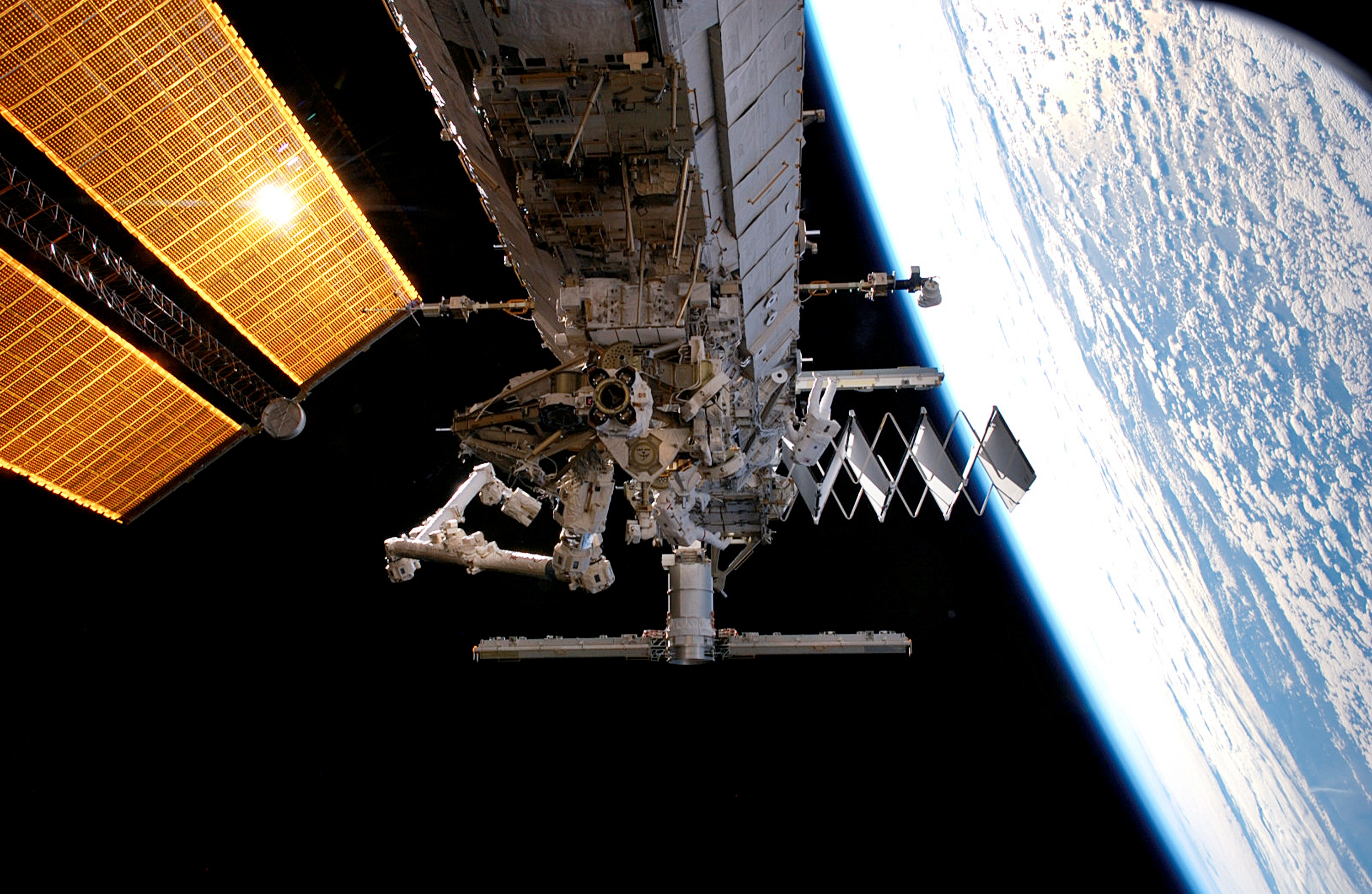
Az S3/S4 rácsszerelvény a felszerelése után 2007 júniusában

A P3 és S3 elemeken ér véget a rácsszerkezet hosszanti sínpárja. A P3 rácselemen kettő , az S3 elemen négy csatlakozó van felszerelve a kísérleti és tároló feladatokat ellátó ELC (EXPRESS Logistics Carrier) platformok és az egyszerűbb ESP (External Stowage Platform) tárolóplatformok részére. A csatlakozók elektromos és adatkapcsolatot biztosítanak a kísérleti platformokon elhelyezett eszközöknek. A P3 és S3 rácselemek az elsődleges forgatóegységeken (SARJ = Solar Alpha Rotary Joint) keresztül kapcsolódnak a P4 és S4 rácselemekhez. A 3 méter átmérőjű, 2500 kg tömegű forgatóegység az egyik oldalon a P4, P5, P6, a másik oldalon az S4, S5, S6 rácselemeket forgatja. Normál működés alatt a forgatóegység minden keringés során egy fordulatot tesz meg. A P4 és S4 elemek egy napelemmodulból (PVM = Photovoltaic Module) és a forgatóegységet a napelemmodullal összekötő rácsos szerkezetből állnak. A P3 és a P4 rácselemeket összeépítve 2006 szeptemberében az STS–115 küldetésen csatlakoztatták a P1 rácselemre. A P4 egység napelemeit az űrállomás elektromos hálózatába az STS–116 küldetésen kötötték be, innentől az űrállomás elektromos rendszerei a végleges kiépítésnek megfelelően kezdtek működni. Az S3/S4 szerelvényt 2007 júniusában az STS–117 küldetésen csatlakoztatták az S1 rácselemre.

### P5 és S5 rácselemek

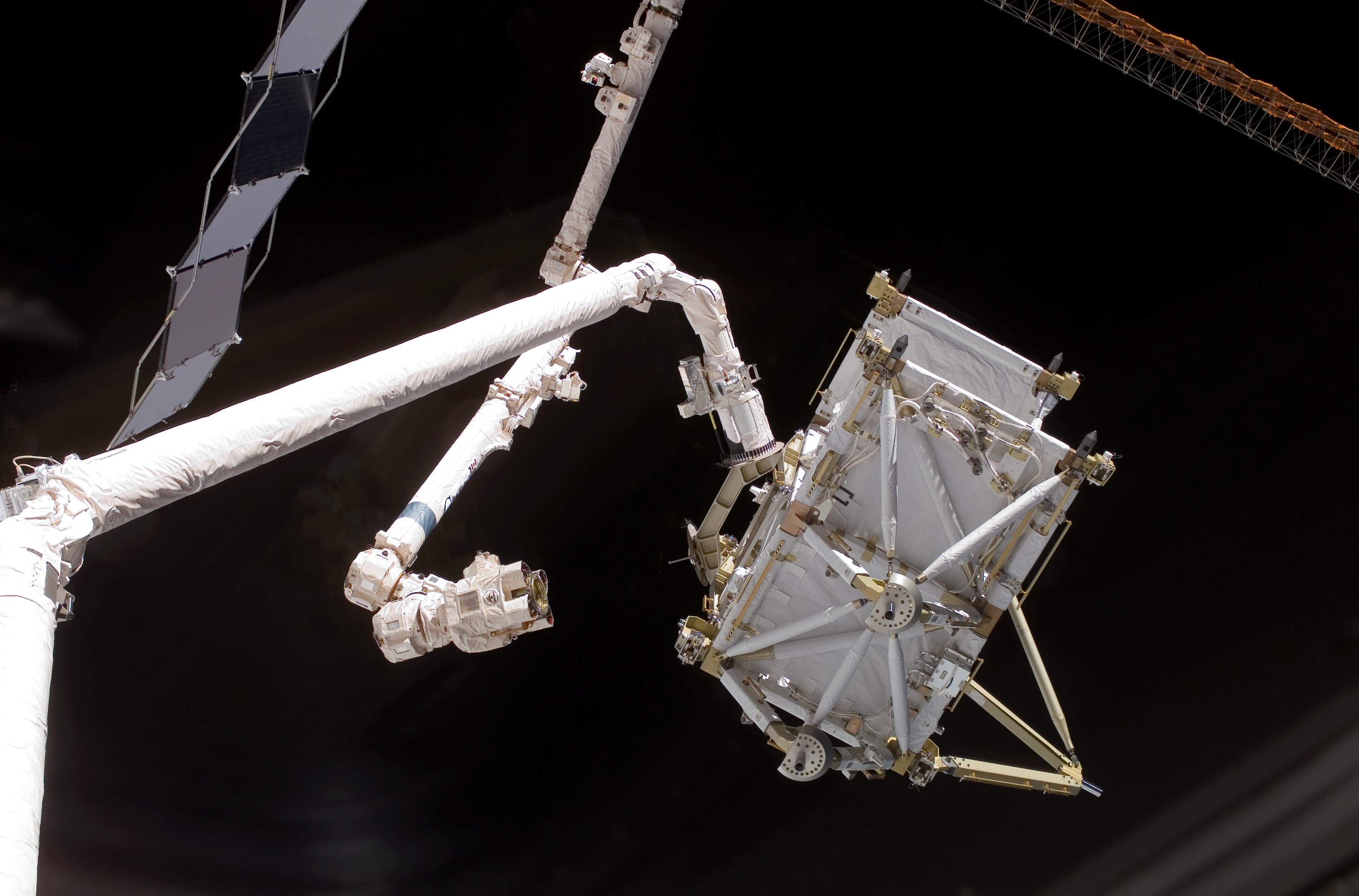
A P5 rácselemet az űrrepülő robotkarja átadni készül az űrállomás robotkarjának 2006 decemberében

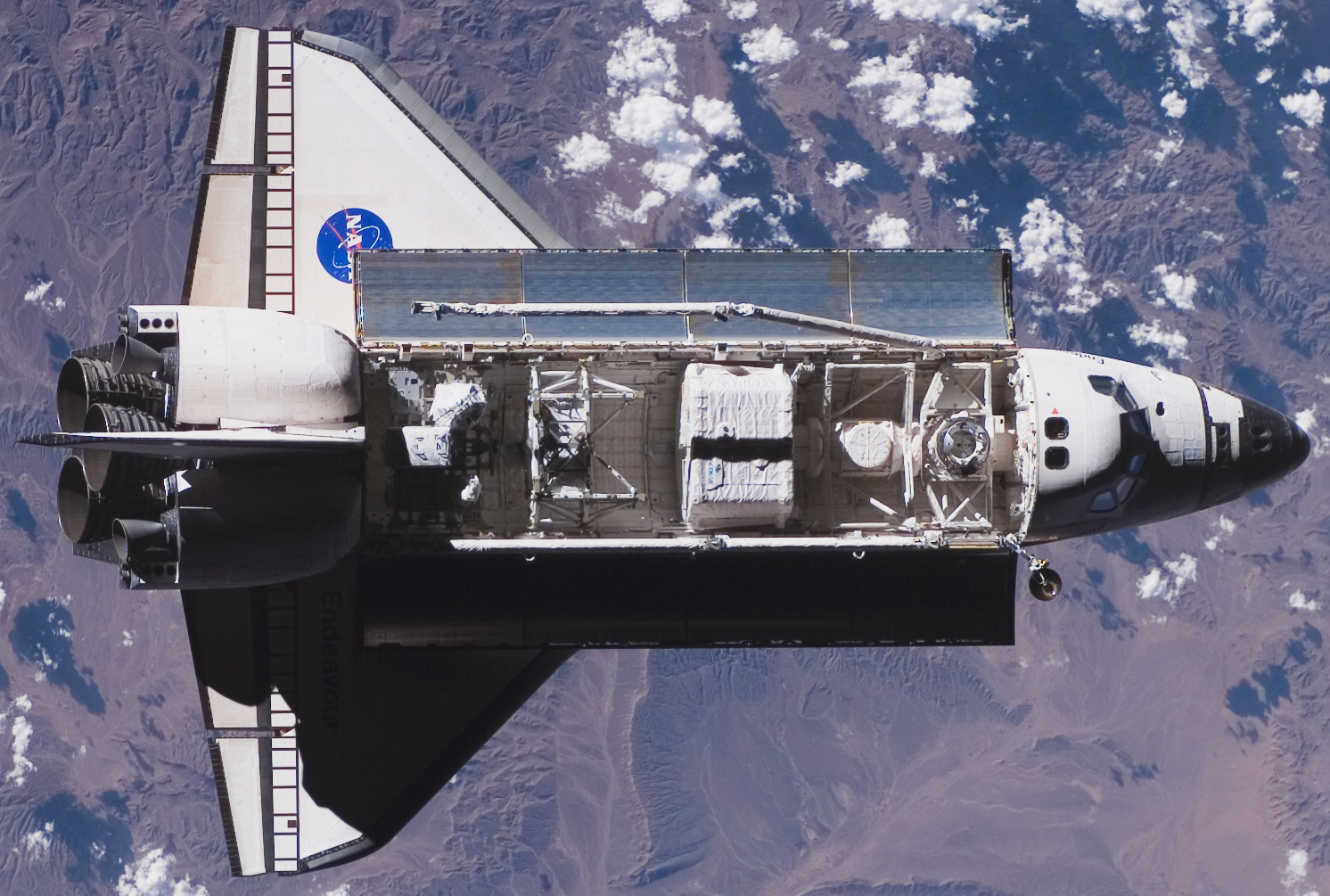
Az S5 rácselem az űrrepülő rakterében 2007 augusztusában

A P5 és S5 elemek egyszerű távtartó elemek a P3/P4 és a P6 rácselemek, valamint az S3/S4 és az S6 rácselemek között. Feladatuk a napelemszárnyak közötti megfelelő távolság biztosítása, erre a funkcióra az űrrepülő rakterének korlátozott mérete miatt van szükség. A P5 elemet 2006 decemberében az STS–116 küldetésen csatlakoztatták a P3/P4 szerelvényre. A másik oldali S5 elemet 2007 augusztusában az STS–118 küldetésen csatlakoztatták az S3/S4 szerelvényre.

### P6 és S6 rácselemek

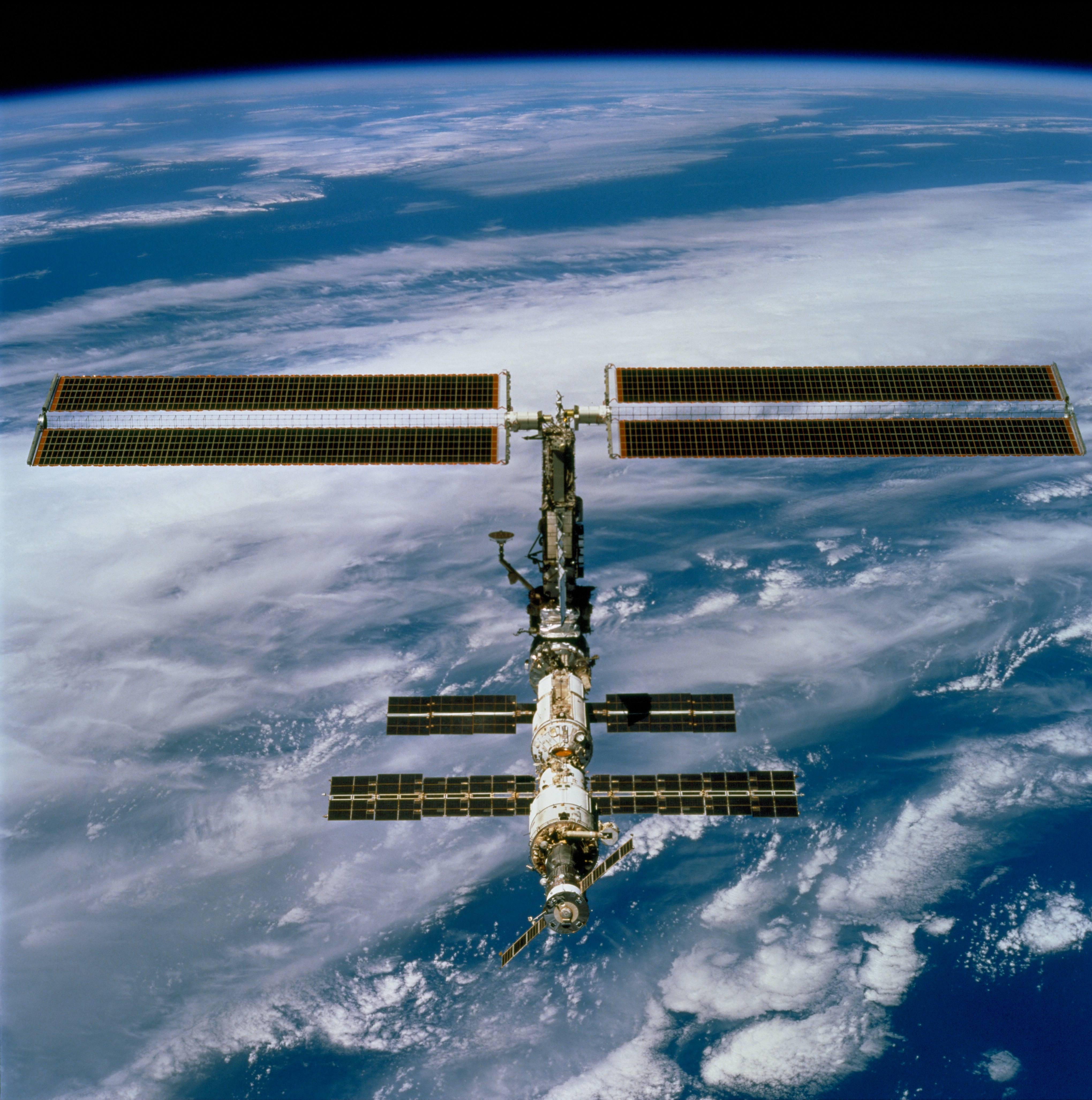
Az űrállomás a P6 rácselemnek a Z1 elemre való felszerelése után 2000 novemberében

A P6 és S6 elemek a rácsszerkezet legkülső elemei. Egy napelemmodulból és az azt meghosszabbító rácsszerkezetből állnak.
A P6 rácselemet 2000 novemberében az STS–97 küldetésen ideiglenesen a Z1 rácselemhez kapcsolták. Az egységre két további radiátort szereltek fel, ezek működtették az amerikai részegység ideiglenes hőszabályzó rendszerét a P1 és az S1 elemek radiátorainak üzembe helyezéséig. Az STS–116 küldetésen 2006 decemberében P3/P4 szerelvény napelemmoduljának rendszerbe kapcsolása után csukták össze a bal oldali napelemszárnyát. A művelet közben az egyik panel beakadt, és végül űrsétán kellett rásegíteni, hogy becsukható legyen. Az STS–117 küldetésen 2007 júniusában, az S3/S4 szerelvény rendszerbe kapcsolása során csukták be a másik napelemszárnyat és az ideiglenes radiátorokat. A P6 elemet 2007 októberében az STS–120 küldetésen helyezték át végleges helyére, a P5 rácselemre. Az újranyitás közben a 4B jelű napelemszárny egyik panelje beszakadt, de egy űrsétán sikeresen kijavították a sérülést.
Az S6 rácselemet az utolsó napelemmodullal 2009 márciusában az STS–119 küldetésen csatlakoztatták az S5 rácselemhez. Ezzel a rácsszerkezet kiépítése befejeződött.

## Külső hivatkozások
- NASA Integrated Truss Structure Archiválva 2007. december 7-i dátummal a Wayback Machine-ben